# Leningrad oblast
Leningrad oblast (russisk: Ленингра́дская о́бласть, tr. Leningradskaja oblast) er en af 46 oblaster i Den Russiske Føderation. Oblasten har et areal på 83.908 km² og 1.778.857(2016) indbyggere. Det administrative center i oblasten er placeret i Sankt Petersborg.
Oblasten har sit navn efter byen Leningrad, der dog i dag hedder Sankt Petersborg.

## Geografi
Oblasten omfatter Stor Sankt Petersborg og strækker sig fra den finske og estiske grænse over den sydlige halvdel af Ladoga søen til Onega. Østvest strækker oblasten sig over 450 km, fra nord til syd er der maksimalt 320 km. De vigtigste floder er Neva og Volkhov. I Leningrad oblast er der 1800 søer. Blandt dem, Ladoga søen og Onega, der er den største og den næststørste ferskvandssø i Europa.
Leningrad oblast deler grænse med Finland mod nordvest og med Estland mod vest, samt grænser op til fire andre russiske føderale enheder: Republikken Karelija mod nordøst, Vologda oblast mod øst, Novgorod oblast mod syd, Pskov oblast mod sydvest.
Byen Sankt Petersborg, der geografisk ligger indenfor oblastens område, er en føderal by og er administrativt ikke underlagt Leningrad oblast.

### Landskab
Området er helt beliggende inden for det nordøsteuropæiske lavland. Kendetegnende for dette terræn er, at det er fladt med mindre højder (generelt 50-150 meter over havets overflade). Den del af området, der omdatter Det Karelske Næs (og især dens nordvestlige del) adskiller sig ved at have ujævnt terræn med mange klippeskær og masser af søer. Den Karelske Næs er en del af den baltiske skjold. Det højeste punkt på Det Karelske Næs, Mount Kivisjurja har en højde på 203 m over havets overflade (i henhold til de finske før krigen landmålere dog 205 m) og ligger ikke langt fra landsbyen Novozhilova.
Lavlandet er for det meste beliggende langs bredden af Den Finske Bugt og Ladoga-søen, og i dalene for større floder. De mest markante floder er Vyborg, Priozersk, Ladoga, Predglintovaja, Pljussa, Luga, Volkhov, Svir og Tikhvin.
De største bakker er Lembolovo, Izhora-højderne, Lodeynopolskye, Vepsiske højder og Tikhvin området. Det højeste punkt i området - Gapselga (291 meter over havet) - ligger på de Vepsiske højder. En interessant objekt er en geografisk baltisk klint, en 40-60 meter høj klippe, der strækker sig mere end 200 km fra vest til øst område. Det er bredden af et gammel hav.

#### Floder
| Navn    | Længde (km) | afvandingsområde (km²) |
| ------- | ----------- | ---------------------- |
| Luga    | 353         | 13.200                 |
| Ojat    | 266         | 5.200                  |
| Sias    | 260         | 7.300                  |
| Pasha   | 242         | 6.700                  |
| Volkhov | 224         | 80.200                 |
| Svir    | 224         | 84.000                 |
| Oredezh | 192         | .3200                  |
| Vuoksi  | 156         | 68.700                 |
| Neva    | 74          | 281.000                |

#### Søer
| Navn           | Areal (km²) | Maksimal dybde (m) |
| -------------- | ----------- | ------------------ |
| Ladoga         | 17700       | 225                |
| Onega          | 9890        | 110                |
| Vuoksa         | 95,6        | 24                 |
| Otradnoje      | 66          | 27                 |
| Sukhodolskoje  | 44,3        | 17                 |
| Białe          | 35,8        | 9                  |
| Campo          | 40,4        | 5                  |
| Glubokoje      | 37,9        | 12                 |
| Komsomolsk     | 24,6        | 20                 |
| Balachanovskoe | 15,7        | 12                 |
| Cheremenetskoe | 15          | 32                 |
| Vrevo          | 12          | 44                 |
| Kavgolovskoe   | 5,4         | 5                  |

### Klima
Klimaet er kontinentalt. Marine luftmasser fra Atlanterhavet betinger en relativt mild vinter med hyppig tø og moderat varme, til tider en kølig sommer. Den gennemsnitlige temperatur i januar er -8 °C - -11 °C og i juli 16 °C - 18 °C. Den absolutte maksimumtemperatur +37,8 °C (målt i Tikhvin), det absolutte minimum af -52 °C. Kulde forekommer mest i de østlige regioner, varme mest mod sydvest.
Nedbøren for året 600–700 mm. Den meste nedbør falder i de højere liggende områder, den maksimale på Lembolovo. Den mindste nedbør falder i det kystnære lavland. Den meste regn falder i sommeren og efteråret.
Vinternedbøren falder hovedsagelig i form af sne. Permanent snedække forekommer fra anden halvdel af november eller begyndelsen af december til anden halvdel af april.

## Dyreliv
Området er beboet af talrige vilde dyr, herunder 68 arter af pattedyr. De vigtigste er egern, ilder, mår, væsel, hare, pindsvin, og forskellige gnavere (markmus og skovmus, rotter, etc.). Mindre almindelige er ulv, vildsvin, rådyr, ræv, elg, bjørn, los, odder, spættet sæl, bæver, mink, vaskebjørn.
Området er hjemsted for omkring 300 arter af fugle er den vigtigste ryper, agerhøne, hjerpe, urfugl, ænder, gæs, dobbeltbekkasin, skovfugle som flagspætter, drosler, solsort, gøg, stær, krage, spurve, dompap; de fleste trækfugle forlader området i slutningen af august.
I farvandene i området findes omkring 80 arter af fisk. Fra marine fisk er mere almindelige østersøsild, brisling, torsk, lange, desuden smelt, laks, ørred, ål. Blandt ferskvandsfisk er aborre, sandart, brasen, skalle.

## Historie
Leningrad oblast blev oprettet i 1927.
I 1941 invaderede Nazi-Tyskland Sovjetunionen under Operation Barbarossa, og kort efter indledtes Belejringen af Leningrad. Wehrmacht erobrede den sydvestlige del af regionen og nåede Tikhvin i øst, mens Finland brød fredsaftalerne fra Moskva og finske tropper i ly af Nazi-Tysklands angreb hurtigt indtog de afgivne områder i Fortsættelseskrigen og belejrede Leningrad fra land. Under den finsk-tyske belejring af Leningrad omkom mere end 1,5 millioner mennesker, heraf estimeret 1,2 millioner civile Leningradboere. I 1944 lykkedes den sovjetiske offensiv at tvinge Nazi-Tyskland på retræte og lægge militært pres på Finland, som afstod det Karelske næs ved Våbenhvilen i Moskva den 19. september 1944. De vundne områder på næsset, Vyborgskij og Priozerskij rajoner, blev en del af i Leningrad oblast. I 1947 blev grænsedragningen fra våbenhvileaftalen bekræftet ved Fredsaftalerne i Paris. Novgorod og Pskov oblaster blev dannet ud af de sydlige dele af Leningrad oblast i 1944. I januar 1945 blev en lille del af den Estiske SSR øst for floden Narva med byen Jaanilinn (nu Ivangorod) overført til den Russiske SFSR og optaget i Leningrad oblast. Siden da har Leningrad oblast areal ikke ændret sig meget, selv om nogle Leningrads forstæder (nu Sankt Petersborg) er blevet overført fra oblasten og sammenlagt med byen.

## Demografi
| Nationalitet    | Folketælling 1989 | %      | Folketælling 2002 | %      | Folketælling 2010 | %      |
| --------------- | ----------------- | ------ | ----------------- | ------ | ----------------- | ------ |
| Russere         | 1.502.901         | 90,88  | 1.495.295         | 89,58  | 1.485.905         | 86,55  |
| Ukrainere       | 49.182            | 2,97   | 41.842            | 2,51   | 31.769            | 1,85   |
| Hviderussere    | 33.704            | 2,04   | 26.290            | 1,58   | 16.830            | 0,98   |
| Tatarer         | 7.757             | 0,47   | 9.432             | 0,57   | 8.693             | 0,51   |
| Armeniere       | 1.761             | 0,11   | 5.518             | 0,33   | 7.072             | 0,41   |
| Usbekere        | 1.188             | 0,07   | 1.001             | 0,06   | 6.717             | 0,39   |
| Aserbajdsjanere | 1.920             | 0,12   | 3.855             | 0,23   | 4.574             | 0,27   |
| Finner          | 11.833            | 0,72   | 7.930             | 0,48   | 4.366             | 0,25   |
| Romaer          | 4.215             | 0,25   | 4.573             | 0,27   | 3.885             | 0,23   |
| Vepsere         | 4.273             | 0,26   | 2.019             | 0,12   | 1.380             | 0,08   |
| Karelere        | 3.371             | 0,20   | 2.057             | 0,12   | 1.345             | 0,08   |
| Jøder           | 3.587             | 0,22   | 1.734             | 0,10   | 1.206             | 0,07   |
| Ingrere         | 276               | 0,02   | 177               | 0,01   | 169               | 0,01   |
| I alt           | 1.653.723         | 100,00 | 1.669.205         | 100,00 | 1.716.868         | 100,00 |

Bemærkning: Andel angiver af den samlede befolkning, herunder de der ikke har angivet nationalt tilhørsforhold (i 2002 39.028 personer, i 2010 114.747 personer)